# 행렬

행렬의 각 성분은 보통 그 행과 열의 번째수를 나타내는 첨자로 표기한다. 예를 들어, 행렬 의 3번째 행의 2번째 열에 있는 성분은 이다.

수학에서 행렬(行列, 영어: matrix)은 수 또는 다항식 또는 함수 등을 직사각형 모양으로 배열한 것이다. 예를 들어,
{\displaystyle {\begin{pmatrix}1&9&-13\\20&5&-16\end{pmatrix}}}
는 실수 1, 9, −13, 20, 5, −16을 성분으로 가지면서, 2개의 가로 행(行)과 3개의 세로 열(列)을 가진다. 이러한 행렬을 "실수 {\displaystyle 2\times 3} 행렬"이라고 부른다.
행렬의 실수 또는 복소수 등을 성분으로 할 수 있다. 보다 일반적으로, 행렬의 성분은 임의의 체나 환의 원소일 수 있으며, 대표적인 예에는 실수체, 복소수체, 다항식환, 정수환, 함수환이 있다. 실수 또는 복소수 행렬 위에는 덧셈, 스칼라배, 곱셈 등 연산이 주어진다. 실수나 복소수와 달리, 실수 또는 복소수 행렬에서는 곱셈의 교환 법칙이나 소거 법칙이 일반적으로 성립하지 않는다. 보다 일반적으로, 환 위의 행렬 위에는 덧셈 및 곱셈 연산이 주어지며, 가환환의 원소를 성분으로 하는 행렬 위에는 (왼쪽·오른쪽의 구분이 없는) 스칼라배 연산이 주어진다.
선형 변환의 행렬 표현은 행렬의 중요한 응용이다. 기저가 주어졌을 때, 유한 차원 벡터 공간 사이의 선형 변환은 유일한 행렬로 나타낼 수 있다. 더 일반적으로, 기저가 주어졌을 때, 유한 차원 자유 가군 사이의 선형 변환 역시 유일한 행렬로 나타낼 수 있다. 무한 차원 벡터 공간 사이의 선형 변환을 다루는 경우, 선형 변환의 "무한 행렬" 표현은 불가능하거나 유용하지 않으므로, 보통 대신 함수해석학적 기법을 사용한다. 선형 변환과 그 행렬 표현 사이의 대응에서, 행렬의 곱셈은 선형 변환의 합성에 대응한다. 예를 들어, 적절한 좌표계가 주어졌을 때, 3차원 유클리드 공간의 회전을 나타내는 행렬은 다음과 같은 꼴이다.
{\displaystyle {\begin{pmatrix}1&0&0\\0&\cos \theta &-\sin \theta \\0&\sin \theta &\cos \theta \end{pmatrix}}}
행렬식은 행렬에 스칼라를 대응시키는 연산이다. 실수 또는 복소수 정사각 행렬(행과 열의 수가 같은 행렬)에 대하여 정의되며, 더 일반적으로 가환환 위의 정사각 행렬에 대하여 정의된다. 체 위의 정사각 행렬이 가역 행렬일 한 가지 필요충분조건은 행렬식이 0이 아닌 것이다. 더 일반적으로, 가환환 위의 정사각 행렬이 가역 행렬일 한 가지 필요충분조건은 행렬식이 환의 가역원인 것이다.
행렬은 수학과 과학 및 공학의 수많은 분야에서 다양하게 응용된다. 행렬은 선형대수학에서 선형 변환 또는 이차 형식 등을 표현하거나 연립 일차 방정식 등을 풀 때:97 자주 사용된다. 물리학의 전기 회로 이론, 고전역학, 광학, 전자기학, 양자역학, 양자 전기역학 등 분야에서 사용되고 천체물리학과 양자물리학에서는 무한 행렬을 사용하기도 한다. 컴퓨터 그래픽스에서 3차원 이미지를 2차원 평면에 투영하거나 사실적인 움직임을 그려내기 위해 사용한다. 확률론의 마르코프 행렬은 마르코프 연쇄의 추이 확률들을 기술한다. 다변수 미적분학의 헤세 행렬의 성질은 충분히 매끄러운 함수의 임계점의 성질을 반영한다. 수치해석학에서, 행렬 계산은 행렬 분해를 통해 단순화할 수 있으며, 성긴 행렬, 띠행렬 등 널리 사용되는 특수한 구조의 행렬들의 경우 특화된 고속 알고리즘들도 존재한다.
행렬을 일반화하는 몇 가지 방향은 다음과 같다. 행렬의 성분을 환의 원소에서 반환 또는 어떤 특별한 성질을 만족시키는 모노이드 범주의 대상으로 일반화할 수 있다. 행렬의 행 지표와 열 지표의 집합을 (처음 몇 자연수로 구성된) 유한 집합에서 무한할 수 있는 집합으로 일반화할 수 있다. 행렬의 일반화는 행렬의 많은 좋은 성질을 잃는다. 예를 들어, 가환 반환 위의 행렬의 행렬식은 일반적으로 정의되지 않는다. 모노이드 범주 위의 행렬의 “곱셈”은 결합 법칙의 약한 형태만을 만족시킨다.

## 정의
환 {\displaystyle R} 위의 {\displaystyle m\times n} 행렬은 각 행 {\displaystyle i\in \{1,\dotsc ,m\}} 및 열 {\displaystyle j\in \{1,\dotsc ,n\}}의 순서쌍 {\displaystyle (i,j)}에 환의 원소 {\displaystyle A_{ij}\in R}를 대응시키는 함수 {\displaystyle A\colon \{1,\dots ,m\}\times \{1,\dots ,n\}\to R}이다.:501:98
행렬 {\displaystyle A}는 모든 성분을 직사각형으로 배열한 다음 소괄호 또는 대괄호를 추가하여
{\displaystyle {\begin{pmatrix}A_{11}&A_{12}&A_{13}&\cdots &A_{1n}\\A_{21}&A_{22}&A_{23}&\cdots &A_{2n}\\A_{31}&A_{32}&A_{33}&\cdots &A_{3n}\\\vdots &\vdots &\vdots &\ddots &\vdots \\A_{m1}&A_{m2}&A_{m3}&\cdots &A_{mn}\end{pmatrix}}}
또는
{\displaystyle {\begin{bmatrix}A_{11}&A_{12}&A_{13}&\cdots &A_{1n}\\A_{21}&A_{22}&A_{23}&\cdots &A_{2n}\\A_{31}&A_{32}&A_{33}&\cdots &A_{3n}\\\vdots &\vdots &\vdots &\ddots &\vdots \\A_{m1}&A_{m2}&A_{m3}&\cdots &A_{mn}\end{bmatrix}}}
와 같이 표기한다.
각 {\displaystyle A_{ij}}를 {\displaystyle A}의 {\displaystyle i}번째 행 {\displaystyle j}번째 열의 성분(成分, 영어: entry) 또는 원소(元素, 영어: element) 또는 계수(係數, 영어: coefficient)라고 한다. 행렬 {\displaystyle A}의 각 성분은 행과 열의 번째수를 첨수로 사용하여 {\displaystyle A_{ij}}, {\displaystyle A_{i,j}}, {\displaystyle a_{ij}}, {\displaystyle a_{i,j}}, {\displaystyle A(i,j)}, {\displaystyle A[i,j]} 등과 같이 나타낸다. 행과 열의 번째수가 같은 성분 {\displaystyle A_{ii}} ({\displaystyle i\in \{1,\dotsc ,\min\{m,n\}\}})을 {\displaystyle A}의 대각 성분(對角成分, 영어: diagonal entry) 또는 대각 원소(對角元素, 영어: diagonal element) 또는 대각 요소(對角要素) 또는 주대각선 성분이라고 한다.:99
환 {\displaystyle R} 위의 {\displaystyle m\times n} 행렬의 집합은 {\displaystyle \operatorname {Mat} (m,n;R)} 또는 {\displaystyle \operatorname {M} _{m,n}(R)}로 표기한다.

### 크기
행렬 {\displaystyle A}의 크기(영어: size)는 행과 열의 수의 순서쌍 {\displaystyle (m,n)} 또는 {\displaystyle m\times n}을 뜻한다. 일부 특수한 크기의 행렬들은 특별한 이름으로 불린다.
- 만약 행과 열의 수가 같다면 ({\displaystyle m=n}), {\displaystyle A}를 정사각 행렬(正四角行列, 영어: square matrix) 또는 정방 행렬(正方行列)이라고 한다. 환 {\displaystyle R} 위의 {\displaystyle n\times n} 정사각 행렬의 집합은 {\displaystyle \operatorname {Mat} (n;R)} 또는 {\displaystyle \operatorname {M} _{n}(R)}로 표기한다.
- 만약 {\displaystyle m=1}이라면, {\displaystyle A}를 {\displaystyle 1\times n} 행벡터(行-, 영어: row vector)라고 한다.
- 만약 {\displaystyle n=1}이라면, {\displaystyle A}를 {\displaystyle m\times 1} 열벡터(列-, 영어: column vector)라고 한다.
- 임의의 환 {\displaystyle R}에 대하여, 유일한 {\displaystyle R} 위의 0×0 행렬이 존재한다. 일부 문헌의 저자들은 이를 빈 행렬(영어: empty matrix)이라고 부른다.

특히, 행렬 {\displaystyle A}의 {\displaystyle i}번째 행벡터와 {\displaystyle j}번째 열벡터는 각각
{\displaystyle A_{i,-}={\begin{pmatrix}A_{i1}&A_{i2}&\cdots A_{in}\end{pmatrix}}}
와
{\displaystyle A_{-,j}{\begin{pmatrix}A_{1j}\\A_{2j}\\\vdots \\A_{mj}\end{pmatrix}}}
이며, 이를 통해 행렬을 다음과 같이 나타낼 수 있다.
{\displaystyle A={\begin{pmatrix}A_{1,-}\\A_{2,-}\\\vdots \\A_{m,-}\end{pmatrix}}={\begin{pmatrix}A_{-,1}&A_{-,2}&\cdots &A_{-,n}\end{pmatrix}}}

## 연산
행렬들에 대하여 덧셈, 스칼라배, 곱셈, 전치 행렬 등의 연산을 정의할 수 있으며, 정사각 행렬은 역행렬, 대각합, 행렬식 등 연산이 추가로 정의된다. 덧셈은 같은 크기의 두 행렬에 대해서만 정의되며, 곱셈은 오직 첫 번째 행렬의 열의 수와 두 번째 행렬의 행의 수가 같은 경우에만 정의된다.:99 역행렬은 가역 정사각 행렬에 대하여 정의되며, 행렬식은 가환환 위의 정사각 행렬에 대하여 정의된다.

### 덧셈과 스칼라배
환 {\displaystyle R} 위의 두 {\displaystyle m\times n}의 행렬 {\displaystyle A,B\in \operatorname {Mat} (m,n;R)}의 합 {\displaystyle A+B\in \operatorname {Mat} (m,n;R)}은 두 행렬을 성분별로 합한 {\displaystyle m\times n} 행렬이다. 즉, 각 행과 열 {\displaystyle i}, {\displaystyle j}에 대하여,
{\displaystyle (A+B)_{ij}=A_{ij}+B_{ij}}
이다.
실수 행렬의 예는 다음과 같다.
{\displaystyle {\begin{pmatrix}1&3&7\\1&0&0\end{pmatrix}}+{\begin{pmatrix}0&0&5\\7&5&0\end{pmatrix}}={\begin{pmatrix}1+0&3+0&7+5\\1+7&0+5&0+0\end{pmatrix}}={\begin{pmatrix}1&3&12\\8&5&0\end{pmatrix}}}
환 {\displaystyle R} 위의 {\displaystyle m\times n}의 행렬 {\displaystyle A\in \operatorname {Mat} (m,n;R)} 및 환의 원소 {\displaystyle r\in R}에 대하여, 왼쪽·오른쪽 스칼라배 {\displaystyle rA,Ar\in \operatorname {Mat} (m,n;R)}는 각각 행렬의 각 성분의 왼쪽·오른쪽에 스칼라를 곱한 {\displaystyle m\times n} 행렬이다.
{\displaystyle (rA)_{ij}=rA_{ij}}
{\displaystyle (Ar)_{ij}=A_{ij}r}
만약 {\displaystyle R}가 가환환일 경우, 이 두 연산은 일치하며, 이를 스칼라배라고 부른다.
실수 행렬의 예는 다음과 같다.
{\displaystyle 2{\begin{pmatrix}1&8&-3\\4&-2&5\end{pmatrix}}={\begin{pmatrix}2\cdot 1&2\cdot 8&2\cdot -3\\2\cdot 4&2\cdot -2&2\cdot 5\end{pmatrix}}={\begin{pmatrix}2&16&-6\\8&-4&10\end{pmatrix}}}
환 {\displaystyle R} 위의 {\displaystyle m\times n} 행렬의 집합 {\displaystyle \operatorname {Mat} (m,n;R)}은 위 덧셈과 왼쪽·오른쪽 스칼라배에 따라 {\displaystyle (R,R)}-쌍가군을 이룬다. 만약 {\displaystyle R}가 가환환일 경우, 이는 (덧셈과 스칼라배에 따른) {\displaystyle R}-가군이 되며, 특히 만약 {\displaystyle R}가 체일 경우 {\displaystyle R}-벡터 공간이다. 이 쌍가군의 덧셈 항등원은 영행렬(즉, 모든 성분이 0인 행렬)
{\displaystyle 0_{m\times n}={\begin{pmatrix}0&0&\cdots &0\\0&0&\cdots &0\\\vdots &\vdots &\ddots &\vdots \\0&0&\cdots &0\end{pmatrix}}\in \operatorname {Mat} (m,n;R)}
이며, 각 행렬 {\displaystyle A\in \operatorname {Mat} (m,n;R)}의 덧셈 역원은 성분별 덧셈 역원
{\displaystyle -A\in \operatorname {Mat} (m,n;R)}
{\displaystyle (-A)_{ij}=-A_{ij}}
이다.
특히, 두 행렬 {\displaystyle A,B\in \operatorname {Mat} (m,n;R)}의 차를 다음과 같이 정의할 수 있다.
{\displaystyle A-B=A+(-B)\in \operatorname {Mat} (m,n;R)}
환 {\displaystyle R} 위의 {\displaystyle m\times n} 행렬의 {\displaystyle (R,R)}-쌍가군 {\displaystyle A,B\in \operatorname {Mat} (m,n;R)}는 왼쪽 가군으로서 {\displaystyle mn}차원 왼쪽 자유 가군을 이루며, 오른쪽 가군으로서 {\displaystyle mn}차원 오른쪽 자유 가군을 이룬다. {\displaystyle R}가 가환환일 경우 {\displaystyle mn}차원 자유 {\displaystyle R}-가군이다. 그 한 기저는 다음과 같다.
{\displaystyle E_{ij}\in \operatorname {Mat} (m,n;R)}
{\displaystyle (E_{ij})_{kl}=\delta _{ik}\delta _{jl}={\begin{cases}1&i=k\land j=l\\0&i\neq k\lor j\neq l\end{cases}}}
{\displaystyle i\in \{1,\dotsc ,m\}}
{\displaystyle j\in \{1,\dotsc ,n\}}

### 곱셈

행렬 곱셈

환 {\displaystyle R} 위의 {\displaystyle m\times n} 행렬 {\displaystyle A\in \operatorname {Mat} (m,n;R)}와 {\displaystyle n\times p} 행렬 {\displaystyle B\in \operatorname {Mat} (n,p;R)}의 곱 {\displaystyle AB\in \operatorname {Mat} (m,p;R)}는 {\displaystyle m\times p} 행렬이며, 그 {\displaystyle i}번째 행 {\displaystyle j}번째 열 성분은 {\displaystyle A}의 {\displaystyle i}번째 행벡터와 {\displaystyle B}의 {\displaystyle j}번째 열벡터의 ‘스칼라곱’이다 (둘 모두 {\displaystyle n}차원 벡터이므로 ‘스칼라곱’이 정의된다).
{\displaystyle (AB)_{ij}=\sum _{k=1}^{n}A_{ik}B_{kj}=A_{i1}B_{1j}+A_{i2}B_{2j}+\cdots A_{in}B_{nj}}
다음은 실수 행렬의 예다.
{\displaystyle {\begin{pmatrix}1&0&2\\-1&3&1\\\end{pmatrix}}{\begin{pmatrix}3&1\\2&1\\1&0\end{pmatrix}}={\begin{pmatrix}1\cdot 3+0\cdot 2+2\cdot 1&1\cdot 1+0\cdot 1+2\cdot 0\\-1\cdot 3+3\cdot 2+1\cdot 1&-1\cdot 1+3\cdot 1+1\cdot 0\end{pmatrix}}={\begin{pmatrix}5&1\\4&2\end{pmatrix}}}
행벡터와 열벡터
{\displaystyle A={\begin{pmatrix}A_{1,-}\\A_{2,-}\\\vdots \\A_{m,-}\end{pmatrix}}}
{\displaystyle B={\begin{pmatrix}B_{-,1}&B_{-,2}&\cdots &B_{-,n}\end{pmatrix}}}
를 통해 행렬 곱셈을 다음과 같이 나타낼 수 있다.
{\displaystyle AB={\begin{pmatrix}A_{1,-}B\\A_{2,-}B\\\vdots \\A_{m,-}B\end{pmatrix}}={\begin{pmatrix}AB_{-,1}&AB_{-,2}&\cdots &AB_{-,n}\end{pmatrix}}={\begin{pmatrix}A_{1,-}B_{-,1}&A_{1,-}B_{-,2}&\cdots &A_{1,-}B_{-,p}\\A_{2,-}B_{-,1}&A_{2,-}B_{-,2}&\cdots &A_{2,-}B_{-,p}\\\vdots &\vdots &\ddots &\vdots \\A_{m,-}B_{-,1}&A_{m,-}B_{-,2}&\cdots &A_{m,-}B_{-,p}\end{pmatrix}}}
행렬 곱셈은 결합 법칙을 만족시킨다. 즉, 환 {\displaystyle R} 위의 임의의 {\displaystyle m\times n} 행렬 {\displaystyle A\in \operatorname {Mat} (m,n;R)} 및 {\displaystyle n\times p} 행렬 {\displaystyle B\in \operatorname {Mat} (n,p;R)} 및 {\displaystyle p\times q} 행렬 {\displaystyle C\in \operatorname {Mat} (p,q;R)}에 대하여,
{\displaystyle (AB)C=A(BC)}
가 성립한다.
행렬 곱셈은 함수
{\displaystyle \operatorname {Mat} (m,n;R)\oplus \operatorname {Mat} (n,p;R)\to \operatorname {Mat} (m,p;R)}
로서 {\displaystyle (R,R)}-쌍선형 함수를 이룬다.
특히, 환 {\displaystyle R} 위의 정사각 행렬들의 {\displaystyle (R,R)}-쌍가군 {\displaystyle \operatorname {Mat} (n;R)}는 그 위의 행렬 곱셈에 따라 {\displaystyle R}-결합 대수를 이룬다. 특히 환을 이루며, 행렬환(行列環, 영어: matrix ring)이라고 한다. 행렬환의 곱셈 항등원은 단위 행렬(즉, 모든 대각 성분이 1, 그 밖의 성분이 0인 행렬)
{\displaystyle 1_{n\times n}={\begin{pmatrix}1&0&\cdots &0\\0&1&\cdots &0\\\vdots &\vdots &\ddots &\vdots \\0&0&\cdots &1\end{pmatrix}}\in \operatorname {Mat} (n;R)}
이다.

#### 교환 법칙과 소거 법칙의 실패
행렬환은 일반적으로 가환환이 아니다. 즉, 행렬 곱셈의 교환 법칙은 (체의 경우에도) 일반적으로 성립하지 않는다. 예를 들어, 실수 2×2 행렬의 경우
{\displaystyle {\begin{pmatrix}1&0\\0&0\end{pmatrix}}{\begin{pmatrix}1&2\\0&3\end{pmatrix}}={\begin{pmatrix}1&2\\0&0\end{pmatrix}}}
이지만
{\displaystyle {\begin{pmatrix}1&2\\0&3\end{pmatrix}}{\begin{pmatrix}1&0\\0&0\end{pmatrix}}={\begin{pmatrix}1&0\\0&0\end{pmatrix}}}
이다.
물론 가환하는 두 행렬도 존재한다. 예를 들어, 가환환 위의 스칼라 행렬은 (같은 크기의) 모든 행렬과 가환한다. 또한, 가환환 {\displaystyle R} 및 정사각 행렬 {\displaystyle A\in \operatorname {Mat} (n;R)}에 대하여,
{\displaystyle R[A]=\{p(A)\colon p\in R[x]\}\subseteq \operatorname {Mat} (n;R)}
는 가환환이다.
행렬환은 일반적으로 0이 아닌 왼쪽·오른쪽 영인자를 갖는다. 즉, 0이 아닌 두 행렬의 곱은 0일 수 있으며, 소거 법칙이 일반적으로 성립하지 않는다. 예를 들어, 실수 행렬에서
{\displaystyle {\begin{pmatrix}2&-1\\-2&1\end{pmatrix}}{\begin{pmatrix}1&3\\2&6\end{pmatrix}}={\begin{pmatrix}0&0\\0&0\end{pmatrix}}}
이다.

#### 역행렬
행렬환 {\displaystyle \operatorname {Mat} (n;R)}의 가역원은 가역 행렬이라고 하며, 그 곱셈 역원은 역행렬이라고 한다. 일반적으로 행렬환은 (체 위에서도) 0이 아닌 비가역 행렬을 갖는다. 예를 들어, 실수 2×2 정사각 행렬
{\displaystyle {\begin{pmatrix}0&5\\0&3\end{pmatrix}}}
은 가역 행렬이 아니다.
만약 {\displaystyle R}가 가환환일 경우, 가역 행렬은 행렬식이 환의 가역원인 것과 동치이며, 특히 체의 경우 행렬식이 0이 아닌 것과 동치이다. 또한, 가역 행렬 {\displaystyle A\in \operatorname {Unit} (\operatorname {Mat} (n;R))}의 역행렬은 행렬식과 수반 행렬을 통하여 다음과 같이 나타낼 수 있다.
{\displaystyle A^{-1}={\frac {1}{\det A}}\operatorname {adj} A}

### 전치 행렬
환 {\displaystyle R} 위의 {\displaystyle m\times n} 행렬 {\displaystyle A\in \operatorname {Mat} (m,n;R)}의 전치 행렬 {\displaystyle A^{\top }\in \operatorname {Mat} (n,m;R)}는 행과 열을 교환한 {\displaystyle n\times m} 행렬이다. 즉, 각 {\displaystyle i\in \{1,\dotsc ,n\}} 및 {\displaystyle j\in \{1,\dotsc ,m\}}에 대하여,
{\displaystyle (A^{\top })_{ij}=A_{ji}}
이다.:99
다음은 실수 행렬의 예다.
{\displaystyle {\begin{pmatrix}9&8&7\\-1&3&4\end{pmatrix}}^{\top }={\begin{pmatrix}9&-1\\8&3\\7&4\end{pmatrix}}}
이다.
전치 행렬은 함수
{\displaystyle ^{\top }\colon \operatorname {Mat} (m,n;R)\to \operatorname {Mat} (n,m;R)}
로서 {\displaystyle (R,R)}-쌍가군 동형을 이루며, 그 역함수 또한 (정의역과 공역이 뒤바뀐) 전치 행렬이다.
또한, 임의의 {\displaystyle m\times n} 행렬 {\displaystyle A\in \operatorname {Mat} (m,n;R)} 및 {\displaystyle n\times p} 행렬 {\displaystyle B\in \operatorname {Mat} (n,p;R)}에 대하여,
{\displaystyle (AB)^{\top }=B^{\top }A^{\top }}
이다.
특히, 환 {\displaystyle R} 위의 정사각 행렬의 {\displaystyle R}-결합 대수 {\displaystyle \operatorname {Mat} (n;R)} 위에서, 전치 행렬은 {\displaystyle \operatorname {Mat} (n;R)}와 그 반대환 {\displaystyle \operatorname {Mat} (n;R)^{\operatorname {op} }} 사이의 대합 {\displaystyle R}-결합 대수 동형이며, 만약 {\displaystyle R}가 가환환일 경우 {\displaystyle \operatorname {Mat} (n;R)}는 전치 행렬에 따라 {\displaystyle R}-대합 대수를 이룬다.

### 대각합
환 {\displaystyle R} 위의 {\displaystyle n\times n} 정사각 행렬 {\displaystyle A\in \operatorname {Mat} (n;R)}의 대각합은 모든 대각 성분들의 합이다.
{\displaystyle \operatorname {tr} A=\sum _{i=1}^{n}A_{ii}=A_{11}+A_{22}+\cdots +A_{nn}\in R}
대각합
{\displaystyle \operatorname {tr} \colon \operatorname {Mat} (n;R)\to R}
는 {\displaystyle (R,R)}-선형 변환을 이룬다. 또한, 임의의 {\displaystyle A\in \operatorname {Mat} (n;R)}에 대하여, 그 대각합은 그 전치 행렬의 대각합과 같다.
{\displaystyle \operatorname {tr} (A^{\top })=\operatorname {tr} A}
만약 {\displaystyle R}가 가환환일 경우, 임의의 두 행렬 {\displaystyle A,B\in \operatorname {Mat} (n;R)}에 대하여, 두 행렬의 곱의 대각합은 곱하는 순서와 무관하게 같다.
{\displaystyle \operatorname {tr} (AB)=\operatorname {tr} (BA)}

### 행렬식
가환환 {\displaystyle R} 위의 {\displaystyle n\times n} 정사각 행렬 {\displaystyle A\in \operatorname {Mat} (n;R)}의 행렬식은 다음과 같다.
{\displaystyle \det A=\sum _{\sigma \in \operatorname {Sym} (n)}\operatorname {sgn} \sigma \prod _{i=1}^{n}A_{i,\sigma (i)}\in R}
여기서 {\displaystyle \operatorname {Sym} (n)}은 대칭군이며, {\displaystyle \operatorname {sgn} \sigma }는 순열의 부호이다. 행렬 {\displaystyle A}의 행렬식은 {\displaystyle \det A}, {\displaystyle |A|}, {\displaystyle \operatorname {D} (A)} 등으로 표기한다. 특히, 2×2 행렬 {\displaystyle A\in \operatorname {Mat} (2;R)}의 행렬식은 다음과 같다.
{\displaystyle \det A={\begin{vmatrix}A_{11}&A_{12}\\A_{21}&A_{22}\end{vmatrix}}=A_{11}A_{22}-A_{12}A_{21}}
행렬식은 {\displaystyle n}개의 행벡터(또는 열벡터)의 함수
{\displaystyle \det \colon \operatorname {Mat} (n;R)=\underbrace {\operatorname {Mat} (1,n;R)\oplus \cdots \oplus \operatorname {Mat} (1,n;R)} _{n}\to R}
로서, 단위 행렬의 상이 1인 유일한 {\displaystyle R}-교대 다중 선형 형식이다. 또한, 행렬식은 두 환의 곱셈 모노이드 사이의 준동형이며, 전치 행렬에 대하여 불변이다. 즉, 임의의 {\displaystyle A,B\in \operatorname {Mat} (n;R)}에 대하여,
{\displaystyle \det(AB)=\det A\det B}
{\displaystyle \det A^{\top }=\det A}
이다.
행렬식은 크라메르 공식에서 사용된다.

### 부분 행렬과 소행렬식
환 {\displaystyle R} 위의 {\displaystyle m\times n} 행렬 {\displaystyle A\in \operatorname {Mat} (m,n;R)}의, 행과 열의 집합
{\displaystyle I=\{i_{1},i_{2},\dotsc ,i_{|I|}\}\subseteq \{1,\dotsc ,m\}\qquad (i_{1}<i_{2}<\cdots <i_{|I|})}
{\displaystyle J=\{j_{1},j_{2},\dotsc ,j_{|J|}\}\subseteq \{1,\dotsc ,n\}\qquad (j_{1}<j_{2}<\cdots <j_{|J|})}
에 속하는 행과 열을 취한 부분 행렬은 다음과 같다.
{\displaystyle A_{I,J}={\begin{pmatrix}A_{i_{1},j_{1}}&A_{i_{1},j_{2}}&\cdots &A_{i_{1},j_{|J|}}\\A_{i_{2},j_{1}}&A_{i_{2},j_{2}}&\cdots &A_{i_{2},j_{|J|}}\\\vdots &\vdots &\ddots &\vdots \\A_{i_{|I|},j_{1}}&A_{i_{|I|},j_{2}}&\cdots &A_{i_{|I|},j_{|J|}}\end{pmatrix}}\in \operatorname {Mat} (|I|,|J|;R)}
특히,
- {\displaystyle A}의 {\displaystyle I}에 대한 주부분 행렬은 부분 행렬 {\displaystyle A_{I,I}}를 뜻한다.[3]:24, §1.3.3
- {\displaystyle A}의 {\displaystyle k\times k} 선행 주부분 행렬은 부분 행렬 {\displaystyle A_{\{1,\dotsc ,k\},\{1,\dotsc ,k\}}}를 뜻한다.[3]:24, §1.3.3
- {\displaystyle A}의 {\displaystyle i}번째 행벡터는 {\displaystyle A_{i,\{1,\dotsc ,n\}}}이다.
- {\displaystyle A}의 {\displaystyle j}번째 열벡터는 {\displaystyle A_{\{1,\dotsc ,m\},j}}이다.

가환환 위의 행렬의 부분 정사각 행렬의 행렬식을 소행렬식이라고 한다.

## 예
몇몇 특수한 행렬들은 다음이 있다.
- 영행렬
- 단위 행렬
- 스칼라 행렬
- 대각 행렬
- 삼각 행렬
- 대칭 행렬
- 반대칭 행렬
- 직교 행렬
- 에르미트 행렬
- 반에르미트 행렬
- 유니터리 행렬
- 정규 행렬
- 정부호 행렬

## 일반화

### 반환 위의 행렬
임의의 반환의 원소를 성분으로 하는 행렬을 생각할 수 있다.
반환 위의 행렬과 그 덧셈 및 곱셈의 정의는 환 위의 행렬과 유사하다. 반환 {\displaystyle R} 위의 {\displaystyle m\times n} 정사각 행렬들의 집합 {\displaystyle \operatorname {Mat} (m,n;R)}은 행렬의 덧셈에 따라 가환 모노이드을 이룬다.:2087 반환 {\displaystyle R} 위의 {\displaystyle n\times n} 정사각 행렬들의 집합 {\displaystyle \operatorname {Mat} (n;R)}은 행렬의 덧셈과 곱셈에 따라 다시 반환을 이룬다.:2087
가환 반환 위의 행렬의 행렬식은 일반적으로 정의되지 않는다. 이는 반환의 원소가 덧셈 역원을 가질 필요가 없기 때문이다. 대신, 양의 행렬식(영어: positive determinant)과 음의 행렬식(영어: negative determinant)을 정의할 수 있으며, 이들의 순서쌍은 행렬식과 유사한 역할을 한다. 가환 반환 {\displaystyle R} 위의 {\displaystyle n\times n} 정사각 행렬 {\displaystyle M\in \operatorname {Mat} (n;R)}의 양·음의 행렬식은 다음과 같다.:351:222
{\displaystyle \det \nolimits _{+}M=\sum _{\sigma \in \operatorname {Alt} (n)}M_{1\sigma (1)}\cdots M_{n\sigma (n)}}
{\displaystyle \det \nolimits _{-}M=\sum _{\sigma \in \operatorname {Sym} (n)\setminus \operatorname {Alt} (n)}M_{1\sigma (1)}\cdots M_{n\sigma (n)}}
여기서 {\displaystyle \operatorname {Sym} }은 대칭군, {\displaystyle \operatorname {Alt} }는 교대군이다. 만약 {\displaystyle R}가 가환환일 때, {\displaystyle \det M=\det \nolimits _{+}M-\det \nolimits _{-}M}이다.
다음과 같은 항등식들이 성립하며, 이는 라플라스 전개를 일반화한다.
{\displaystyle {\begin{aligned}\det \nolimits _{+}M&=\sum _{i=1}^{n}M_{ij}\det \nolimits _{(-)^{i+j}}(M_{\{1,\dots ,n\}\setminus \{i\},\{1,\dots ,n\}\setminus \{j\}})\\&=\sum _{j=1}^{n}M_{ij}\det \nolimits _{(-)^{i+j}}(M_{\{1,\dots ,n\}\setminus \{i\},\{1,\dots ,n\}\setminus \{j\}})\end{aligned}}}
{\displaystyle {\begin{aligned}\det \nolimits _{-}M&=\sum _{i=1}^{n}M_{ij}\det \nolimits _{(-)^{i+j+1}}(M_{\{1,\dots ,n\}\setminus \{i\},\{1,\dots ,n\}\setminus \{j\}})\\&=\sum _{j=1}^{n}M_{ij}\det \nolimits _{(-)^{i+j+1}}(M_{\{1,\dots ,n\}\setminus \{i\},\{1,\dots ,n\}\setminus \{j\}})\end{aligned}}}
여기서
- {\displaystyle \det \nolimits _{(-)^{k}}}는 {\displaystyle k}가 짝수인 경우 {\displaystyle \det \nolimits _{+}}, 홀수인 경우 {\displaystyle \det \nolimits _{-}}이다.

가환 반환 {\displaystyle R} 위의 {\displaystyle n\times n} 정사각 행렬 {\displaystyle M,N\in \operatorname {Mat} (n;R)}에 대하여, 다음 두 성질이 성립하며, 이는 행렬식이 행렬의 곱셈을 보존하는 성질을 일반화한다.:351, Lemma 1
- 다음을 만족시키는 {\displaystyle r\in R}가 존재한다.
{\displaystyle \det \nolimits _{+}(MN)=\det \nolimits _{+}M\det \nolimits _{+}N+\det \nolimits _{-}M\det \nolimits _{-}N+r}
{\displaystyle \det \nolimits _{-}(MN)=\det \nolimits _{+}M\det \nolimits _{-}N+\det \nolimits _{-}M\det \nolimits _{+}N+r}
- {\displaystyle \det \nolimits _{+}(MN)+\det \nolimits _{+}M\det \nolimits _{-}N+\det \nolimits _{-}M\det \nolimits _{+}N=\det \nolimits _{-}(MN)+\det \nolimits _{+}M\det \nolimits _{+}N+\det \nolimits _{-}M\det \nolimits _{-}N}

다음 항등식들이 성립하며, 이는 행렬과 그 전치 행렬의 행렬식이 같은 성질을 일반화한다.
{\displaystyle \det \nolimits _{+}M^{\top }=\det \nolimits _{+}M}
{\displaystyle \det \nolimits _{-}M^{\top }=\det \nolimits _{-}M}
가환 반환 {\displaystyle R} 위의 {\displaystyle n\times n} 정사각 행렬 {\displaystyle M,N\in \operatorname {Mat} (n;R)}에 대하여, 만약 {\displaystyle MN=1_{n\times n}}이라면, {\displaystyle NM=1_{n\times n}}이다. 또한, 만약 {\displaystyle M}이 가역원이라면,
{\displaystyle \det \nolimits _{+}M\neq \det \nolimits _{-}M}
이다.:223, Proposition 2.1 그러나 그 역은 일반적으로 성립하지 않는다.

### 무한 행렬
다음 데이터가 주어졌다고 하자.
- 집합 {\displaystyle X}
- 집합 {\displaystyle Y}
- 환 {\displaystyle R}

그렇다면, {\displaystyle R} 위의 {\displaystyle X\times Y} 행렬은 함수 행 지표 {\displaystyle x\in X}와 열 지표 {\displaystyle y\in Y}의 순서쌍에 환의 원소 {\displaystyle M_{xy}\in R}를 대응시키는 함수
{\displaystyle X\times Y\to R}
를 뜻한다. 통상적인 행렬과 달리, 무한한 수의 행과 열을 가지는 것을 허용한다. 유한 행렬과 달리, 무한 행렬은 좋은 성질을 보이지 않으며, 따라서 응용이 제한적이다.

### 모노이드 범주 위의 행렬
만약 어떤 범주가 환의 곱셈처럼 작동하는 “이항 연산”을 갖췄으며, 쌍대곱을 가지며, 쌍대곱이 환의 덧셈처럼 작동한다면 (즉, 분배 법칙이 성립한다면), 이 범주를 대상으로 하는 행렬과 그 곱셈을 정의할 수 있다. 다만, 이 곱셈은 보통 통상적인 의미보다 더 약한 의미에서의 결합 법칙만을 만족시킨다. 또한, 이는 행렬의 이차 범주(영어: bicategory of matrices)로 불리는 더 큰 구조의 일부이다. 다음과 같은 추가 설명에 대한 이해는 범주론에 대한 지식을 요한다.
다음 데이터가 주어졌다고 하자.
- 모노이드 범주 {\displaystyle ({\mathcal {C}},\otimes ,I)}. 또한, 이는 다음 두 조건을 만족시킨다.
  - 모든 (작은) 쌍대곱이 존재한다. 특히, 시작 대상 {\displaystyle \varnothing }이 존재한다.
  - {\displaystyle \otimes }는 쌍대곱에 대하여 분배 법칙을 만족시킨다. 즉, 임의의 {\displaystyle {\mathcal {C}}}-대상 {\displaystyle X} 및 대상 집합 {\displaystyle (Y_{i})_{i\in I}}에 대하여, 표준적인 {\displaystyle {\mathcal {C}}}-사상 {\displaystyle \coprod _{i\in I}(X\otimes Y_{i})\to X\otimes \coprod _{i\in I}Y_{i}}{\displaystyle \coprod _{i\in I}(Y_{i}\otimes X)\to \left(\coprod _{i\in I}Y_{i}\right)\otimes X}은 동형 사상이다. 특히, 표준적인 {\displaystyle {\mathcal {C}}}-사상 {\displaystyle \varnothing \to X\otimes \varnothing } 및 {\displaystyle \varnothing \to \varnothing \otimes X}은 동형 사상이다.

그렇다면, 다음과 같은 이차 범주 {\displaystyle \operatorname {Mat} ({\mathcal {C}})}가 존재한다.:137
- 대상은 집합이다.
- 1-사상 {\displaystyle M\colon A\to B}는 함수 {\displaystyle M\colon A\times B\to \operatorname {Ob} ({\mathcal {C}})}이다. (이는 {\displaystyle {\mathcal {C}}} 위의 “행렬”을 나타낸다.)
  - 두 1-사상 {\displaystyle M\colon A\to B}, {\displaystyle N\colon B\to C}의 합성은 다음과 같다. (이는 행렬의 “곱”으로 여길 수 있다.) {\displaystyle (N\circ M)(a,c)=\coprod _{b\in B}M(a,b)\otimes N(b,c)}
  - 항등 1-사상 {\displaystyle A\to A}는 다음과 같다.{\displaystyle \operatorname {id} _{A}(a,b)={\begin{cases}I&a=b\\\varnothing &a\neq b\end{cases}}}
- 두 1-사상 {\displaystyle M,N\colon A\to B} 사이의 2-사상은 {\displaystyle {\mathcal {C}}}-사상들의 족 {\displaystyle (f_{ab}\colon M(a,b)\to N(a,b))_{(a,b)\in A\times B}}이다. 두 2-사상의 수직·수평 합성의 정의는 자연스럽다.

일반적으로, {\displaystyle {\mathcal {C}}}-행렬의 이차 범주 {\displaystyle \operatorname {Mat} ({\mathcal {C}})}는 엄밀한 2-범주를 이루지 않는다. 예를 들어, 1-사상의 합성은 일반적으로 엄밀한 결합 법칙을 만족시키지 않으며, 오직 약한 결합 법칙(즉, 일관적인 동형 사상들 아래 결합 법칙)만을 만족시킨다.

## 역사와 어원
1848년 수학에 처음으로 실베스터가 사용한 행렬(matrix)이라는 단어의 어원은 해부학에서 자궁(子宮,모체母體)을 뜻한다.  행렬식에 대해서 행렬의 의미를 표현한 것으로 전해진다.

## 같이 보기
- 텐서

## 참고 문헌
1. 1 2  Lang, Serge (2002). 《Algebra》. Graduate Texts in Mathematics (영어) 211 개정 3판. 뉴욕: Springer. doi:10.1007/978-1-4613-0041-0. ISBN 978-0-387-95385-4. ISSN 0072-5285. MR 1878556. Zbl 0984.00001. 구글 도서 Fge[…].
2. 1 2 3 4 5 6  Abdelwahab Kharab; Ronald B. Guenther (2013). 《An Introduction to Numerical Methods A MATLAB Approach》 [이공학도를 위한 수치해석]. 학산미디어. ISBN 978-89-966211-8-8.
3. 1 2  Golub, Gene H.; Van Loan, Charles F. (2013). 《Matrix computations》. Johns Hopkins Studies in the Mathematical Sciences (영어) 4판. Baltimore: The Johns Hopkins University Press. ISBN 978-1-4214-0794-4. LCCN 2012943449. MR 3024913. Zbl 1268.65037.
4. 1 2  Farid, F. O.; Khan, Israr Ali; Wang, Qing-Wen (2013). “On matrices over an arbitrary semiring and their generalized inverses”. 《Linear Algebra and its Applications》 (영어) 439 (7): 2085–2105. doi:10.1016/j.laa.2013.06.002. ISSN 0024-3795. MR 3090456. Zbl 1283.15016.
5. 1 2 3  Reutenauer, Christophe; Straubing, Howard (1984). “Inversion of matrices over a commutative semiring”. 《Journal of Algebra》 (영어) 88 (2): 350–360. doi:10.1016/0021-8693(84)90070-X. ISSN 0021-8693. MR 0747520. Zbl 0563.15011.
6. 1 2  Ghosh, Shamik (1996). “Matrices over semirings”. 《Information Sciences》 (영어) 90 (1-4): 221–230. doi:10.1016/0020-0255(95)00283-9. ISSN 0020-0255. MR 1388422. Zbl 0884.15010.
7. ↑  Carboni, Aurelio; Kasangian, Stefano; Walters, Robert (1987). “An axiomatics for bicategories of modules”. 《Journal of Pure and Applied Algebra》 (영어) 45 (2): 127–141. doi:10.1016/0022-4049(87)90065-X. ISSN 0022-4049. MR 0889588. Zbl 0615.18006.
8. ↑  고등기하와 벡터, 성지출판 ({\displaystyle \mathbf {I} } 일차변환과 행렬) 수학이야기-행렬과 행렬식30p